# 신나리 (등장인물)
신나리는 《디지몬 어드벤처》에 등장하는 히로인으로, 원판 이름은 야가미 히카리(八神 ヒカリ)이다.

## 프로필
목소리 연기: 아라키 카에, M•A•O(Tri, 라스트 에볼루션 인연), 와타다 미사키(:) / 은영선, 정윤정(라스트 에볼루션 인연), 신나리(:) / 라라 질 밀러
1991년생. 4살. 8살. 트라이에서는 14살. 친구 디지몬은 가트몬. 빛의 문장의 소유자로 이미지는 빛. D-3 색깔: 분홍색
색깔: ■ 분홍
태일이의 가장 소중한 여동생으로 오다이바 소학교 2학년. 이야기의 초반에 태일과 함께 디지몬 세계로 가게 될 예정이었지만, 감기로 어린이 캠프를 쉬는 바람에 다른 아이들보다 늦게 모험에 참여하게 된다. 하지만 디지털 월드에 와서도 감기가 다 낫지 않아서 병약소녀 이미지가 있지만, 원래는 건강하고 활발한 여자아이이다. 보통 사람에게는 없는 어떤 힘을 가지고 있어서 디지몬들을 치유시키거나, 「디지털 월드의 안정을 바라는 자」가 몸에 깃드는 기적을 보여준다.
아이들 모두가 잊고 있었던 빛의 언덕 사건을 기억하고 있었으며, 보통 사람은 볼 수 없는 "일그러짐"을 통해 현실세계에 찾아온 디지몬들을 볼 수가 있었다.

## 행적
파워 디지몬 시점에서는 오다이바 소학교 5학년. 디지털 카메라를 들고 다니면서 사진 찍는 것을 좋아한다. 3년 전의 꼬마 숙녀에서는 벗어났고, 이제는 소녀 티가 날만큼 미인이다. 가는 곳마다 남자아이들한테 인기가 많으며 여전히 누구에게나 상냥한데다가 판단력과 행동력이 뛰어나고 리더십도 갖추고 있으며 학교 남학생들한테는 여배우 급처럼 인기가 대단하다. 같은 클래스 메이트인 최산해가 짝사랑 중이며, 1화에 전학 온 리키와 사이가 좋다. 다만, 여전히 친 오빠인 신태일에게 많이 의존하는 모습을 보이기도 한다. 미래에는 유치원 교사가 된다.